# Honesdale
Honesdale is een plaats (borough) in de Amerikaanse staat Pennsylvania, en valt bestuurlijk gezien onder Wayne County.

## Demografie
Bij de volkstelling in 2000 werd het aantal inwoners vastgesteld op 4874. In 2006 is het aantal inwoners door het United States Census Bureau geschat op 4806, een daling van 68 (-1,4%).

## Geografie
Volgens het United States Census Bureau beslaat de plaats een oppervlakte van 10,8 km², waarvan 10,7 km² land en 0,1 km² water. Honesdale ligt op ongeveer 365 m boven zeeniveau.

## Plaatsen in de nabije omgeving
De onderstaande figuur toont nabijgelegen plaatsen in een straal van 20 km rond Honesdale.

## Geboren
- Henry Augustus Rowland (1848-1901), natuurkundige
- Jennie Augusta Brownscombe (1850-1936), kunstschilderes, ontwerper, etser, kunstenaar en illustrator
- Mary Harrison (1858-1948), echtgenote van president Benjamin Harrison
- Lyman Lemnitzer (1899-1988), generaal